# Lengyel Zoltán (polgármester)
Lengyel Zoltán (ukránul: Ленд'єл Золтан Золтанович) (Szolyva, 1946. július 5. –) kárpátaljai magyar informatikus, politikus, 2008-tól 2015-ig Munkács polgármestere.

## Pályafutása
Családja még gyermekkorában Munkácsra települt, így ő már ott érettségizett. 1969-ben diplomázott az Ivan Franko Lvivi Nemzeti Egyetem matematika–számítógépes matematika szakán. Alpolgármesteri kinevezése előtt a  Técsői Járási Állami Közigazgatási Hivatal elnöke volt.

### Politikai pályafutása
A munkácsi önkormányzati választásokon korábban az elnökpárti Mi Ukrajnánk színeiben indult. Alpolgármesterré nevezték ki, így elődje, Vaszil Vasziljovics Petyovka országgyűlési képviselővé választása és lemondása után csaknem két évig megbízott polgármesterként vezette Munkácsot. 2008 decemberében 27%-os részvétel mellett, a szavazatok 67,1%-ával polgármesterré választották. Megválasztását követően bejelentette, hogy belép  az Egységes Közép pártba. A Kárpátalja „erős emberének” számító Viktor Baloha köréhez sorolják.
Polgármesteri ciklusa alatt megtörtént a vízvezeték-hálózat cseréje, a távfűtési rendszer javítása, parkok és játszóterek építése, jégstadion és termálvizes uszoda építése. 2008 márciusában a munkácsi várban visszaállították az 1924-ben a csehszlovák hatóságok által eltávolított, csőrében kardot tartó bronz turulszobrot, melyet eredetileg a honfoglalás ezer éves évfordulója alkalmából állítottak.
2017 szeptemberében a Kárpátalja megyei tanács ülésén, amikor a képviselők többsége az új, kisebbségi nyelvhasználatot korlátozó ukrán oktatási törvény megvétózására kérte Petro Porosenko ukrán elnököt, védelmébe vette a törvényt.

## Elismerések
- Magyar Ezüst Érdemkereszt (2014) „a város gazdasági és kulturális életének fejlesztése, hagyományainak ápolása, valamint az  ott élő magyarság szervezeteinek, oktatási intézményeinek támogatása terén és a  munkácsi vár magyar történeti emlékeinek megőrzése érdekében végzett városvezetői munkája elismeréseként”[7][5]
- Munkács díszpolgára (2019) „a város társadalmi-gazdasági fejlődéséhez való jelentős hozzájárulásáért”[8]